# Diporiphora reginae
Diporiphora reginae — вид ігуаноподібних ящірок родини агамових (Agamidae). Ендемік Австралії.

## Поширення і екологія
Diporiphora reginae мешкають у внутрішніх районах на півдні Західної і Південної Австралії, на схід від Калгурлі, зокрема у Великій пустелі Вікторія. Вони живуть у спінніфексових трав'янистих і чагарникових заростях.